# Machli
Machli (nebo též Machali či kódovacím jménem T-16, v překladu „Ryba“; 1996 – 18. srpna 2016) byla samicí tygra indického žijící v Národním parku Ranthambhór v Indii. Její život byl velmi dobře zmapován. Těšila se nesmírné pozornosti fotografů, filmařů, vědců, ale i obyčejných návštěvníků, a stala se jakousi ikonou Národního parku Ranthambhór. Také byla nejstarší zdokumentovanou tygřicí v Indii.

## Život
Machli znamená v hindštině „Ryba“. Toto jméno dostala podle kresby na lících, které rybu připomínaly. Machli vyrostla v oblasti opuštěné jezerní pevnosti v rezervaci Ranthambhór v severozápadní části střední Indie. Již ve stáří dvou let (1999) se jí podařilo vybojovat zdejší teritorium na své matce. Oblast pak ovládala až do roku 2010, kdy ji vyhnala její vlastní dcera Satara (Satra, T-17). Kromě vysoké úspěšnosti při lovu buvolů, jelenů a prasat, srdnatého bránění svých mláďat a kořisti před cizími samci, se Machli proslavila schopností zabíjet krokodýly. Během svého života jich usmrtila minimálně osm. Dožila se na divoce žijícího tygra úctyhodného věku a těšila se velké popularitě. Odhaduje se, že každoročně přinášela na turistickém ruchu asi 10 milionů dolarů. Když začátkem roku 2014 načas zmizela, vyvolalo to velké pozdvižení, neklid a rozsáhlou pátrací akci. Machli zemřela stářím 18. srpna 2016 ve věku 20 (někdy se udává 19) let, když přibližně týden předtím přestala přijímat potravu. Byla zpopelněna dle hinduistických pravidel.

### Potomci
Machli za svůj život porodila v letech 1999 až 2006 celkem pětkrát po oplodnění různými samci. Narodilo se jí 11 zdravých mláďat (z toho 7 samic a 4 samci).

## Zajímavosti
- Minimálně od r. 2010 chyběly tygřici levé špičáky, Nejpozději od roku 2014 neměla už žádné špičáky a několik dalších zubů, a přesto dokázala zabíjet kořist.
- Jednalo se o nejfotografovanější divokou tygřici na světě.
- O jejím životě byly natočeny tři filmy a napsáno mnoho článků a několik knih.
- S její podobiznou a jménem vyšla v Indii známka.[5]
- Byla jí udělena cena "TOFT Lifetime Achievement Award" za rozvoj Rádžasthánu.[2]
- Byla známa pod přezdívkami „Jezerní paní“ (Lady of the lake), „Královna Ranthambhóru“ (Queen of Ranthambore) a „Zabiják krokodýlů“.[2]
- Její dcera Baghani (T-18) byla vybrána jako hlavní obnovitelka populace tygrů v rezervaci Sariska. Tento pokus byl zdokumentován ve filmu Návrat tygrů.[6]
- Téměř polovina tygří populace parků Ranthambhór a Sariska patří do jejího rodu.[2]
- Její boj s 4,5 metrovým krokodýlem bahenním byl zčásti nafilmován.[7] Jde o vůbec první takto zachycený boj mezi tygrem a krokodýlem.[4]
- V roce 2009 svedla legendární zápas s podstatně mladším a silnějším samcem Sitarem (T-28) o jím uloveného sambara, přičemž prohrála.
- Od roku 2013 začala být uměle přikrmována místní správou parku, což vzbudilo kontroverzi. Někteří odborníci byli důrazně proti tomu. Jejich argumentem bylo mimo jiné i to, že pokud by neměla u lidí „protekci“, její teritorium mohla už dříve obsadit mladší samice, která by se mohla rozmnožovat. Správa parku se nicméně hájila tím, že na Machli je z velké části závislý turistický průmysl, který znamená zásadní přísun peněz jak pro park, tak pro místní lidi.[8]

### Filmy
- ČSFD: Tygří královna (2010)
- ČSFD: Machli - tygří královna (2012)